# تذبذبات كمومية
في فيزياء المادة المكثفة ، التذبذبات الكمومية تعبر عن سلسلة من التقنيات التجريبية المترابطة المستخدمة لرسم خريطة سطح فيرمي للمعدن في وجود مجال مغناطيسي قوي. تقوم هذه التقنيات على مبدأ استكمام لانداو للفرميونات المتحركة في مجال مغناطيسي. بالنسبة لغاز من الفرميونات الحرة في مجال مغناطيسي قوي ، يتم تكميم مستويات الطاقة في نطاقات تسمى مستويات لانداو ، والتي يتناسب فصلها مع قوة المجال المغناطيسي. في تجربة التذبذب الكمي ، يقع تنويع المجال المغناطيسي الخارجي ، مما يجعل مستويات لانداو تمر فوق سطح فيرمي ، يؤدي ذلك بدوره إلى تذبذب الكثافة الإلكترونية للحالات عند مستوى فيرمي ؛ يكون هذا سببا في إنتاج تذبذبات في العديد من خواص المواد التي تعتمد على ذلك ، بما في ذلك المقاومة ( تأثير Shubnikov – de Haas ) ، ومقاومة Hall ،  والحساسية المغناطيسية ( تأثير de Haas-van Alphen ). تعتبر ملاحظة التذبذبات الكمومية في مادة ما إثباتا لسلوك سائل فيرمي .
تم استخدام التذبذبات الكمومية لدراسة المواد فائقة التوصيل عالية الحرارة مثل النحاسيات و pnictides . أظهرت الدراسات باستخدام هذه التجارب أن الحالة الأساسية للنحاسيات غير المشابة تتصرف بشكل مشابه لسائل فيرمي ، وبها خصائص مثل Landau quasiparticles .
في عام 2021 ، تم استخدام هذه التقنية لملاحظة حالة متوقعة تسمى "سائل الإلكترون-فونون" ،  حالة مماثلة من الجسيمات شبه الجسيمية المعروفة من قبل هي سائل الإكسيتون-بولاريتون .

## تجربة
عندما يتم تطبيق مجال مغناطيسي على نظام من الفرميونات المشحونة والحرة، فإن حالات طاقتها يتم تكميمها في ما يسمى بمستويات لانداو ، المعطاة بواسطة 

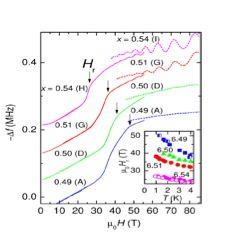
YBCO موصل فائق تحت مجال مغناطيسي عالي. مع زيادة شدة المجال ، يتم كبت الموصلية الفائقة ويمكن ملاحظة تذبذبات لانداو

{\displaystyle \varepsilon _{l}={\frac {eB}{m^{*}}}\left(\ell +{\frac {1}{2}}\right)}
أين {\displaystyle \ell } هي قيمة صحيحة، {\displaystyle B} هو المجال المغناطيسي الخارجي و {\displaystyle e,m^{*}} هي شحنة الفرميون والكتلة الفعالة على التوالي.
عندما يزداد المجال المغناطيسي الخارجي {\displaystyle B} في نظام معزول ، تتوسع مستويات لانداو ، وفي النهاية "تسقط" من سطح فيرمي. ينتج عن هذا تذبذبات في الطاقة المرصودة لأعلى مستوى مشغول ، وبالتالي في العديد من الخصائص الفيزيائية (بما في ذلك موصلية هول ، والمقاومة ، والحساسية). قياس دورية هذه التذبذبات ممكن ، وبالتالي من الممكن استخدامها لتحديد مساحة المقطع العرضي لسطح فيرمي. إذا كان محور المجال المغناطيسي متنوعًا بحجم ثابت ، فستلاحظ تذبذبات مماثلة. تحدث التذبذبات عندما تلمس مدارات لانداو سطح فيرمي. وبهذه الطريقة ، من الممكن تعيين الهندسة الكاملة لمجال فيرمي.

## نحاسي غير مشاب
أشارت الدراسات التي أجريت على مركبات الكوبرات غير المشابة مثل YBa <sub id="mwSA">2</sub> Cu <sub id="mwSQ">3</sub> O <sub id="mwSg">6+ <i id="mwSw">x</i></sub> من خلال مجسات مثل ARPES إلى أن هذه المراحل تظهر خصائص السوائل غير الفيرمية ،  وخاصة عدم وجود أشباه جزيئات لانداو محددة جيدًا. ومع ذلك ، فقد تم ملاحظة التذبذبات الكمية في هذه المواد عند درجات حرارة منخفضة ، إذا تم قمع الموصلية الفائقة عن طريق مجال مغناطيسي مرتفع بما فيه الكفاية ،  وهو دليل على وجود أشباه جسيمات محددة جيدًا مع إحصائيات فرميونية . وبالتالي ، فإن هذه النتائج التجريبية لا تتفق مع نتائج تحقيقات ARPES وغيرها من المسابير.

## أنظر أيضا
- تأثير دي هاس فان ألفين
- تأثير شوبنيكوف دي هاس
- مستويات لانداو